# Lou Barlow
Louis Knox Barlow, född 17 juli 1966 i Dayton, Ohio, är en amerikansk musiker och låtskrivare. Han växte upp i Jackson, Michigan och i Westfield, Massachusetts. 
Barlow är medlem i indierockbanden Dinosaur Jr och Sebadoh och har även spelat i The Folk Implosion. Hans första soloalbum Emoh släpptes 2005. Det följdes upp av Goodnight Unknown 2009.

## Diskografi, solo
- 2005 – Emoh
- 2009 – Goodnight Unknown